# Billingsley (Alabama)
Billingsley – miasto w Stanach Zjednoczonych, w hrabstwie Autauga, w stanie Alabama. Według danych na rok 2020 miasto zamieszkiwało 125 osób, a gęstość zaludnienia wyniosła 41,09 os./km².

## Położenie
Miasto ma łączną powierzchnię 3,05 km², w tym 3,04 km² stanowi ląd, a 0,01 km² stanowią wody. Billingsley leży niedaleko takich miast jak: Montgomery, Birmingham oraz Tuscaloosa.

## Demografia
Populacja:
| Rok        | 1910 | 1920   | 1930   | 1940  | 1950   | 1960   | 1970   | 1980  | 1990   | 2000   | 2010   | 2020   |
| ---------- | ---- | ------ | ------ | ----- | ------ | ------ | ------ | ----- | ------ | ------ | ------ | ------ |
| Ludność    | 256  | 214    | 189    | 183   | 158    | 179    | 110    | 106   | 150    | 116    | 144    | 125    |
| Zmiana w % |      | –16,4% | –11,7% | –3,2% | –13,7% | +13,3% | –38,5% | –3,6% | +41,5% | –22,7% | +24,1% | –13,2% |

## Klimat
Średnia temperatura wynosi +17 °C. Najcieplejszym miesiącem jest czerwiec (+25 °C), a najzimniejszym miesiącem jest styczeń (+7 °C). Średnie opady wynoszą 1716 mm rocznie. Najbardziej wilgotnym miesiącem jest luty (267 mm opadów), a najbardziej suchym miesiącem jest październik (53 mm opadów).